# جواد رستم شیرازی
جواد رستم شیرازی (متولد ۱۲۹۸ اصفهان، درگذشته ۱۳۸۴ اصفهان) وی مینیاتوریست، نقاش، طراح فرش بوده که از برجسته‌ترین نقاشان ایران در دوره معاصر است. رستم شیرازی نزدیک به سی سال استاد هنرستان هنرهای زیبا اصفهان بوده و شاگردان بسیاری را نزد وی آموزش هنری دیده‌اند. آثار مینیاتور، تذهیب و همچنین فرشهای با ارزشی که طراحی نموده در موزه‌های مختلف داخلی و خارجی نگهداری می‌شوند.

## زندگی
جواد رستم شیرازی در سال ۱۲۹۸ در «محله نو» اصفهان به دنیا آمد. در پنج سالگی از پدر بزرگش قلمدان نقاشی شده‌ای را به مناسب هدیه نوروز دریافت کرد که زمینه‌ساز علاقه و حضور وی در دنیای هنر گشت، به طوریکه نقش‌های روی آن قلمدان نخستین الگوهای نقاشی اش گشتند. از اینرو با تشویق والدینش از پنج سالگی نزد استاد «وزیرزاده» فراگیری مبانی علمی نقاشی را آغاز کرد و دو سال شاگرد ایشان بود. در این دوران صحنه‌های زنجیر زنی و روضه خوانی را به تصویر می‌کشید.
همچنین از درس استاد «تیکران» که در محله جلفا برگزار می‌شد، در زمینه نقاشی طبیعت استفاده نمود. دوره شش ساله ابتدایی را در دبستان علمیه و به مدت پنج سال به پایان برد. در این دوره نگاره‌ای از چهره مدیر دبیرستان، فردوسی و «لرد بادن پاول» (رئیس جمعیت پیش‌آهنگی جهان) به تصویر کشید که مورد توجه معلمانش قرار گرفت و در سالن پیش‌آهنگی مدرسه نیز نصب شد.
در سال ۱۳۱۴ وارد دبیرستان سعدی شد و تحصیلاتش را ادامه داد، سپس با گشایش هنرستان هنرهای زیبا اصفهان در سال ۱۳۱۵ وارد این مرکز آموزشی شد. وی یکی از نخستین هنرجویان این هنرستان بود و دوره‌های نقاشی ایرانی، نقشه فرش و تذهیب را گذراند. در هنرستان رشته مینیاتور را انتخاب کرد و به مدت پنج سال در این رشته آموزش دید و به عنوان شاگرد ممتاز فارغ‌التحصیل شد. در این زمان عیسی بهادری استادش بود و با سید ضیاءالدین امامی و عباسعلی پور صفا نیز هم دوره بود.
بعد از پایان هنرستان در سال ۱۳۲۰ در کنکور دانشکده هنرهای زیبای دانشگاه تهران پذیرفته شد، که آن زمان هنرکده دانشگاه تهران نامیده می‌شد. در هنرکده نیز از استادانی همانند: علی محمد حیدریان، محسن فروغی و آفتاندالیان بهره‌ها برد.
همزمان در نمایشگاه مینیاتور اصفهان شرکت کرد و رتبه نخست را دریافت نمود. در سال ۱۳۲۲ با توجه به اینکه مقام نخست رشته نقاشی را کسب کرده بود، به مدت شش ماه بورسیه اروپا را گرفت. در این دوران بر روی سبک نقاشی‌های در انگلستان، فرانسه، هلند و ایتالیا به مطالعه پرداخت و نمایشگاه‌هایی برگزار نمود.
وی در این مدت نفشه‌های زیبایی از فرشهای اصیل اصفهان و ایران را طراحی و نقاشی نمود که در انگلستان بجای مانده‌است. در این سفر با حضور در موزه‌های آنجا با آثار هنرمندان چین و ژاپن نیز آشنا گشت که این تجربه تأثیر سازنده‌ای بر کارهایش داشته‌است. بعد از بازگشتش به ایران برای مدت کوتاهی در کارخانه رویال کارپت طراحی نقشه فرش را بر عهده داشت و دوره کوتاهی نیز در آموزش و پرورش مشغول گشت.
سپس پیشنهاد همکاری عیسی بهادری، مدیر هنرستان هنرهای زیبا اصفهان را پذیرفت و در سال ۱۳۲۲ به استخدام وزارت فرهنگ و هنر درآمد. وی به مدت سی سال در این سمت انجام وظیفه کرد و شاگردان نامور بسیاری را نیز پرورش داد. در کنار تدریس در هنرستان در کارگاه شخصی اش در زمینه‌های مختلف هنری طراحی می‌کرد که طراحی فرش، تذهیب و طراحی گچبری از آن جمله می‌باشد. وی بعد از تلاش صادقانه اش در سال ۱۳۵۴ از خدمات دولتی بازنشسته شد.
وی به لحاظ شخصیتی الگوی شایسته‌ای بود و در زمینه آموزش هنر نیز بلندنظرانه یافته‌هایش را به شاگردانش منتقل می‌کرد. استاد در خصوص نقش همسرش در زندگی هنری او چنین بیان می‌کند: «رستم شیرازی نقش همسرش را در زندگی هنری خود چنین بیان می‌کند: «همسرم در طول زندگی هنری من بسیار کمکم کرده و در واقع زندگی را او اداره کرد تا من به امور هنری ام برسم و من همیشه می‌خواستم به ایشان هدیه‌ای تقدیم کنم تا این که پس از ۴۸ سال موفق شدم یک تابلو را که در سن ۷۲ سالگی کشیده‌ام، به ایشان تقدیم کنم.»
وی در سال‌های بازنشستگی نیز به فعالیت در زمینه طراحی، نقاشی مینیاتور و آموزش ادامه داد تا در خرداد سال ۱۳۸۴ از دنیا رفت.

## آثار
وی بیش از سیصد اثر مینیاتور آفریده که برخی از آن‌ها شهرتی جهانی دارند. همچنین در کنار طراحی‌های هنری در زمینه برجسته کاری با طلا و نقره، قلمزنی، منبت کاری، معرق چوب آثاری زیبا خلق کرده‌است. برخی از آثار برجسته وی چنین می‌باشند:
- فرش نفیس به نام «بهارستان» در مجلس شورای ملی به شکل مربع با ضلع ۱۱ متر
- طراحی بخش‌هایی از نقشهای تزیینی هتل عباسی
- مرمت نقاشی کاخ‌های دوره صفویه اصفهان
- مرمت کاشی‌های موزه چهل ستون در سال ۱۳۲۷
- طراحی‌های گچبری وی در کشورهای حوزه خلیج فارس به ویژه کویت
- نگهداری اثری از وی در موزه سلطنتی انگلستان.
- طراحی نقشه فرشهای با ارزشی همانند: تابلو فرش «ثارالله»
- نگهداری برخی از آثارش مینیاتور در موزه هنرهای ملی ایران[۷]
- نگهداری فرش‌های طراحی شده از ایشان در موزه هنرستان هنرهای زیبا اصفهان

## افتخارها
- دریافت نشان افتخار از طرف انجمن ادبی ایران و انگلستان در نمایشگاه تهران.
- دریافت نشان طلا و دیپلم افتخار از نمایشگاه بروکسل در سال ۱۹۵۸.
- دریافت نشان درجه یک هنری معادل با دکترای هنر در سال ۱۳۶۷ از وزارت فرهنگ و ارشاد اسلامی ایران.[۸]

## شاگردان
محمود فرشچیان، امیر هوشنگ جزی زاده، اکبر مصری پور، شاه‌جانیان، ابراهیمیان، بهرام طاهری، علی والیان، برادران اخوت پور، بهمن‌زاده، برادران سعیدی فر، علی والیان، طلایی، منصوریان، یسایی شاجانیان، مهرداد صدری، بهرام احمدی، کاوش و بهزاد رستم شیرازی از آن جمله می‌باشند.

## نکوداشت
- وی در طول ده‌ها سال فعالیتش بارها مورد تقدیر و تشکر قرار گرفت. همچنین در مراسمی که از سوی انجمن آثار و مفاخر فرهنگی در روز ۱۸مهرماه ۱۳۷۹برگزار شده بود به‌طور ویژه مورد تجلیل قرار گرفت.
- در بهار سال ۱۳۸۵ در برنامه تلویزیونی «دیدار آشنا» که از شبکه دو سیما پخش می‌گشت، گوشه‌هایی از زندگی هنری و فعالیت‌های وی به تصویر کشیده شد.[۱۱]
- در مراسمی که در سال ۱۳۸۷ برای احیاکنندگان هنرستان هنرهای زیبا اصفهان برگزار شده بود با توجه به درگذشت ایشان، از خانواده اش تجلیل شد.[۱۲]

## درگذشت و آرامگاه
جواد رستم شیرازی در 6 خرداد 1384 خورشیدی درگذشت و در آرامستان باغ رضوان (قطعه نام آوران، بوستان: 1، ردیف: 13، شماره: 7) به خاک سپرده شد.